# زمان أباد (دلغان)
زمان أباد (بالفارسية: زمان‌آباد) هي قرية تقع في قسم دلغان الريفي (مقاطعة دلغان) في إيران.